# Schweizer Unihockeymeisterschaft 2018/19 der Frauen
Die Schweizer Unihockeymeisterschaft 2018/19 der Frauen war die 33. Spielzeit der Unihockey-Meisterschaft der Frauen.
An der Nationalliga A nahmen zehmn Teams teil. Die Nationalliga B wurde ebenfalls auf zehn Vereine erweitert.
Die Kloten-Dietlikon Jets gewannen den Superfinal der Nationalliga A gegen piranha chur, die Tabellenerste geworden waren. Sportiva Unihockey Mendrisiotto gewann die Playoffs der Nationalliga B gegen den Tabellenersten Floorball Riders Dürnten-Bubikon-Rüti. Absteiger aus der Nationalliga A war der einzige Westschweizer Verein Aergera Giffers, die die Playouts und die Auf-/Abstiegs-Playoffrunde gegen Mendrisiotto verloren. Aus der Nationalliga B abgestiegen ist der UHC Trimbach.

## Nationalliga A

### Teilnehmer
| Team                           | Trainer                         |
| ------------------------------ | ------------------------------- |
| Aergera Giffers                |                                 |
| piranha chur                   |                                 |
| Red Ants Rychenberg Winterthur |                                 |
| Skorpion Emmental Zollbrück    |                                 |
| UH Red Lions Frauenfeld        |                                 |
| Kloten-Dietlikon Jets          | Radomir Malecek / Simone Berner |
| UHC Laupen (Aufsteiger)        |                                 |
| Unihockey Berner Oberland      |                                 |
| Wizards Bern-Burgdorf          | Mirco Torri                     |
| Zug United                     |                                 |

### Hauptrunde

#### Tabelle
| Rg. | Team                           | Sp  | S  | SnV | NnV | N  | T       | TD  | P  |
| --- | ------------------------------ | --- | -- | --- | --- | -- | ------- | --- | -- |
| 1.  | piranha chur                   | 18c | 17 | 0   | 0   | 01 | 129:43  | +86 | 51 |
| 2.  | Kloten-Dietlikon Jets          | 18  | 14 | 1   | 1   | 02 | 120:52  | +68 | 45 |
| 3.  | Wizards Bern-Burgdorf          | 18  | 13 | 1   | 0   | 04 | 118:61  | +57 | 41 |
| 4.  | Unihockey Berner Oberland      | 18  | 12 | 0   | 0   | 06 | 095:66  | +29 | 36 |
| 5.  | Skorpion Emmental Zollbrück    | 18  | 10 | 1   | 1   | 06 | 102:69  | +33 | 33 |
| 6.  | Red Ants Rychenberg Winterthur | 18  | 06 | 1   | 0   | 11 | 054:93  | −39 | 20 |
| 7.  | UHC Laupen                     | 18  | 06 | 0   | 1   | 11 | 055:95  | −40 | 19 |
| 8.  | Zug United                     | 18  | 03 | 1   | 2   | 12 | 055:97  | −42 | 13 |
| 9.  | UH Red Lions Frauenfeld        | 18  | 01 | 1   | 2   | 14 | 042:108 | −66 | 07 |
| 10. | Aergera Giffers                | 18  | 0  | 2   | 1   | 15 | 049:135 | −86 | 05 |

### Playoffs
| Viertelfinale | Viertelfinale                  | Viertelfinale               |   |                           | Halbfinale | Halbfinale | Halbfinale |  |  | Superfinal | Superfinal | Superfinal |
|               |                                |                             |   |                           |            |            |            |  |  |            |            |            |
| 2             | Kloten-Dietlikon Jets          | 3                           |   |                           |            |            |            |  |  |            |            |            |
| 6             | Red Ants Rychenberg Winterthur | 1                           |   |                           |            |            |            |  |  |            |            |            |
| 6             | Red Ants Rychenberg Winterthur | 1                           | 1 | Kloten-Dietlikon Jets     | 3          |            |            |  |  |            |            |            |
|               |                                |                             | 1 | Kloten-Dietlikon Jets     | 3          |            |            |  |  |            |            |            |
|               | 4                              | Unihockey Berner Oberland   | 0 |                           |            |            |            |  |  |            |            |            |
| 4             | 4                              | Unihockey Berner Oberland   | 0 | Unihockey Berner Oberland | 3          |            |            |  |  |            |            |            |
| 4             |                                |                             |   | Unihockey Berner Oberland | 3          |            |            |  |  |            |            |            |
| 8             | Zug United                     | 0                           |   |                           |            |            |            |  |  |            |            |            |
| 8             | Zug United                     | 0                           | 1 | Kloten-Dietlikon Jets     | 5          |            |            |  |  |            |            |            |
|               |                                |                             |   | Kloten-Dietlikon Jets     | 5          |            |            |  |  |            |            |            |
|               | 2                              | piranha chur                | 4 |                           |            |            |            |  |  |            |            |            |
| 1             | 2                              | piranha chur                | 4 | piranha chur              | 3          |            |            |  |  |            |            |            |
| 1             |                                |                             |   | piranha chur              | 3          |            |            |  |  |            |            |            |
| 7             | UHC Laupen                     | 0                           |   |                           |            |            |            |  |  |            |            |            |
| 7             | UHC Laupen                     | 0                           | 2 | piranha chur              | 3          |            |            |  |  |            |            |            |
|               |                                |                             | 2 | piranha chur              | 3          |            |            |  |  |            |            |            |
|               | 3                              | Skorpion Emmental Zollbrück | 1 |                           |            |            |            |  |  |            |            |            |
| 3             | 3                              | Skorpion Emmental Zollbrück | 1 | Wizards Bern Burgdorf     | 2          |            |            |  |  |            |            |            |
| 3             |                                |                             |   | Wizards Bern Burgdorf     | 2          |            |            |  |  |            |            |            |
| 5             | Skorpion Emmental Zollbrück    | 3                           |   |                           |            |            |            |  |  |            |            |            |

#### Viertelfinal
|                           |   |                                | Serie | 1         | 2    | 3         | 4   | 5         |
| ------------------------- | - | ------------------------------ | ----- | --------- | ---- | --------- | --- | --------- |
| piranha chur              | – | UHC Laupen                     | 3:0   | 9:1       | 13:0 | 9:1       | –   | –         |
| Kloten-Dietlikon Jets     | – | Red Ants Rychenberg Winterthur | 3:1   | 4:5 n. V. | 5:0  | 3:2 n. V. | 9:3 | –         |
| Wizards Bern Burgdorf     | – | Skorpion Emmental Zollbrück    | 2:3   | 5:4 n. V. | 4:14 | 5:6 n. V. | 3:2 | 2:3 n. V. |
| Unihockey Berner Oberland | – | Zug United                     | 3:0   | 7:1       | 6:3  | 3:2 n. P. | –   | –         |

#### Halbfinal
|                       |   |                             | Serie | 1   | 2   | 3   | 4   | 5 |
| --------------------- | - | --------------------------- | ----- | --- | --- | --- | --- | - |
| piranha chur          | – | Skorpion Emmental Zollbrück | 3:1   | 6:3 | 5:6 | 9:4 | 9:6 | – |
| Kloten-Dietlikon Jets | – | Unihockey Berner Oberland   | 3:0   | 8:3 | 6:3 | 8:2 | –   | – |

#### Superfinal
Der Final der Schweizer Unihockeymeisterschaft der Frauen wurde in einem Finalspiel, dem sogenannten Superfinal, am 27. April 2019 in der Swiss Arena in Kloten ausgetragen.

### Playouts
|                         |   |                 | Serie | 1   | 2         | 3   | 4   | 5        |
| ----------------------- | - | --------------- | ----- | --- | --------- | --- | --- | -------- |
| UH Red Lions Frauenfeld | – | Aergera Giffers | 3:1   | 1:6 | 4:3 n. P. | 7:3 | 3:1 | abgesagt |

## Nationalliga B
| Team                                 | Trainer |
| ------------------------------------ | ------- |
| FB Riders DBR                        |         |
| Floorball Uri                        |         |
| Hot Chilis Rümlang-Regensdorf        |         |
| Sportiva Unihockey Mendrisiotto      |         |
| UC Yverdon (Aufsteiger)              |         |
| UH Appenzell (Aufsteiger)            |         |
| UH Lejon Zäziwil                     |         |
| UHC Waldkirch-St. Gallen (Absteiger) |         |
| UHC Trimbach                         |         |
| Unihockey Basel Regio                |         |

### Hauptrunde
| Rg. | Team                          | Sp | S  | SnV | NnV | N  | T       | TD  | P  |
| --- | ----------------------------- | -- | -- | --- | --- | -- | ------- | --- | -- |
| 1.  | FB Riders DBR                 | 18 | 10 | 4   | 2   | 02 | 082:62  | +20 | 40 |
| 2.  | Hot Chilis Rümlang-Regensdorf | 18 | 09 | 4   | 3   | 02 | 075:52  | +23 | 38 |
| 3.  | SU Mendrisiotto               | 18 | 09 | 4   | 2   | 03 | 106:75  | +31 | 37 |
| 4.  | Unihockey Basel Regio         | 18 | 07 | 4   | 1   | 06 | 109:84  | +25 | 30 |
| 5.  | UH Appenzell                  | 18 | 08 | 1   | 3   | 06 | 076:64  | +12 | 29 |
| 6.  | UHC Waldkirch-St. Gallen      | 18 | 08 | 0   | 2   | 08 | 077:66  | +11 | 26 |
| 7.  | UH Lejon Zäziwil              | 18 | 05 | 2   | 4   | 07 | 077:81  | −4  | 23 |
| 8.  | Floorball Uri                 | 18 | 05 | 3   | 0   | 10 | 058:73  | −15 | 21 |
| 9.  | UC Yverdon                    | 18 | 06 | 0   | 3   | 09 | 048:68  | −20 | 21 |
| 10. | UHC Trimbach                  | 18 | 01 | 0   | 2   | 15 | 043:126 | −83 | 05 |

### Playoffs

#### Viertelfinal
|                               |   |                          | Serie | 1    | 2         | 3    |
| ----------------------------- | - | ------------------------ | ----- | ---- | --------- | ---- |
| FB Riders DBR                 | – | Floorball Uri            | 2:1   | 3:2  | 3:4 n. P. | 7-:3 |
| Hot Chilis Rümlang-Regensdorf | – | UH Lejon Zäziwil         | 1:2   | 2:1  | 4:8       | 2:8  |
| SU Mendrisiotto               | – | UHC Waldkirch-St. Gallen | 2:1   | 6:3  | 2:3       | 4:1  |
| Unihockey Basel Regio         | – | UH Appenzell             | 0:2   | 5:13 | 3:1       | –    |

#### Halbfinal
|                 |   |                  | Serie | 1   | 2   | 3 |
| --------------- | - | ---------------- | ----- | --- | --- | - |
| FB Riders DBR   | – | UH Appenzell     | 2:0   | 3:1 | 5:2 | – |
| SU Mendrisiotto | – | UH Lejon Zäziwil | 2:0   | 7:3 | 8:5 | – |

#### Final
|               |   |                 | Serie | 1   | 2   | 3         |
| ------------- | - | --------------- | ----- | --- | --- | --------- |
| FB Riders DBR | – | SU Mendrisiotto | 1:2   | 3:6 | 8:3 | 6:7 n. V. |

### Playouts
|            |   |              | Serie | 1   | 2   | 3 |
| ---------- | - | ------------ | ----- | --- | --- | - |
| UC Yverdon | – | UHC Trimbach | 2:0   | 3:1 | 5:2 | – |